# 源崇
源崇（?—?），隋朝大臣，出自河南源氏，源雄次子。
源崇嗣爵为朔方郡公，官至仪同。隋炀帝大业年间，从上党郡赞治入朝担任尚书虞部郎。天下大乱，反隋起义四起，源崇率兵讨伐北海郡，他和义军力战而死，被朝廷追赠为正议大夫。